# Grammy Award for Best Orchestral Performance

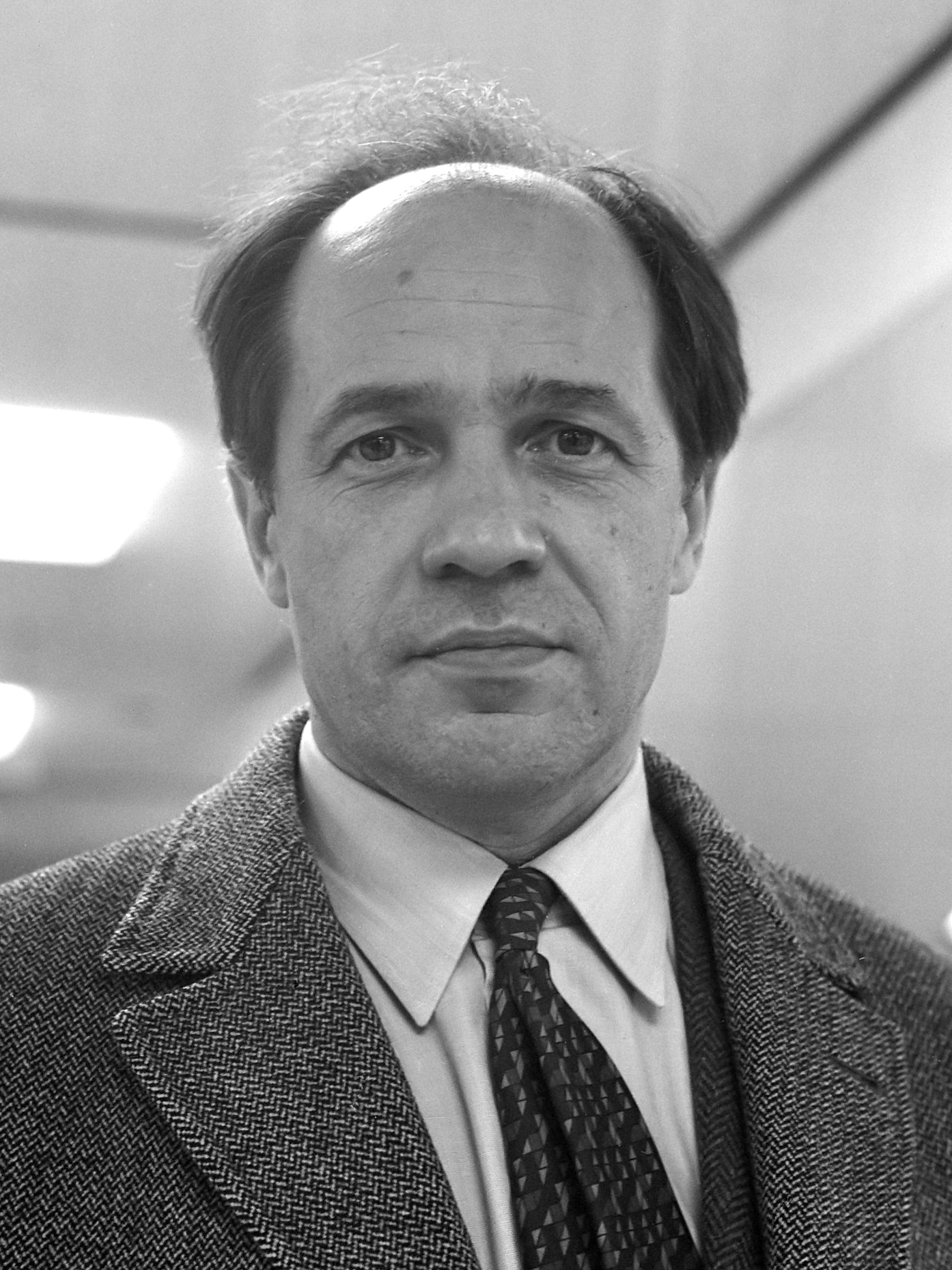
Pierre Boulez hat den Grammy Award for Best Orchestral Performance zwölf Mal erhalten

Der Grammy Award for Best Orchestral Performance, auf Deutsch „Grammy-Auszeichnung für die beste Orchester-Darbietung“, ist ein Musikpreis, der seit 1959 von der amerikanischen Recording Academy im Bereich der klassischen Musik verliehen wird.

## Geschichte und Hintergrund
Die seit 1959 verliehenen Grammy Awards werden jährlich in zahlreichen Kategorien von der Recording Academy in den Vereinigten Staaten vergeben, um künstlerische Leistung, technische Kompetenz und hervorragende Gesamtleistung ohne Rücksicht auf die Album-Verkäufe oder Chart-Position zu würdigen.
Eine dieser Kategorien ist der Grammy Award for Best Orchestral Performance. Der Preis wird seit 1959 jährlich vergeben. Bis 1989 erhielt ihn nur der Dirigent. Seitdem wird auch das Orchester ausgezeichnet, auch wenn es bei der Nominierung nicht genannt wird.
Der Name der Auszeichnung wurde im Laufe der Jahre mehrfach geringfügig geändert:
- Von 1959 bis 1964 wurde der Preis als Grammy Award for Best Classical Performance - Orchestra vergeben
- 1965 hieß er Grammy Award for Best Performance - Orchestra
- Von 1966 bis 1975 wurde er wieder Grammy Award for Best Classical Performance - Orchestra genannt
- Von 1977 bis 1978 wurde er vergeben unter der Bezeichnung Grammy Award for Best Classical Orchestral Performance
- Von 1980 bis 1981 hieß die Auszeichnung Grammy Award for Best Classical Orchestral Recording
- 1983 wurde der Preis als Grammy Award for Best Orchestral Performance vergeben
- 1984 wurde der Preis Grammy Award for Best Orchestral Recording genannt
- Von 1985 bis 1987 hieß die Auszeichnung wieder Grammy Award for Best Classical Orchestral Recording
- Von 1988 bis 1989 wurde sie erneut Grammy Award for Best Orchestral Recording genannt
- Seit 1990 wird der Preis wieder unter der Bezeichnung Grammy Award for Best Orchestral Performance vergeben.

## Gewinner und Nominierte
| Jahr                 | Gewinner | Nationalität                              | Werk                                                                                  | Nominierte | Bild des/der Gewinner(s)   |
| -------------------- | --- | ----------------------------------------- | ------------------------------------------------------------------------------------- | --- | -------------------------- |
| 1959                 | Felix Slatkin (Dirigent) mit dem Hollywood Bowl Orchestra | Vereinigte Staaten                        | Gaîté Parisienne                                                                      | |                            |
| 1960                 | Charles Münch (Dirigent) mit dem Boston Symphony Orchestra | Frankreich                                | Claude Debussy: Images pour orchestre                                                 | |                            |
| 1961                 | Fritz Reiner (Dirigent) mit dem Chicago Symphony Orchestra | Vereinigte Staaten                        | Béla Bartók: Musik für Saiteninstrumente, Schlagzeug und Celesta                      | |                            |
| 1962                 | Charles Münch (Dirigent) mit dem Boston Symphony Orchestra | Frankreich                                | Maurice Ravel: Daphnis et Chloé                                                       | |                            |
| 1963                 | Igor Strawinsky (Dirigent) mit dem Columbia Symphony Orchestra | Russland Frankreich Vereinigte Staaten    | Igor Strawinsky: Der Feuervogel                                                       | |                            |
| 1964                 | Erich Leinsdorf (Dirigent) mit dem Boston Symphony Orchestra | Österreich Vereinigte Staaten             | Béla Bartók: Konzert for Orchester                                                    | |                            |
| 1965                 | Erich Leinsdorf (Dirigent) mit dem Boston Symphony Orchestra | Österreich Vereinigte Staaten             | Gustav Mahler: 5. Sinfonie/Alban Berg: Wozzeck (Auszüge)                              | |                            |
| 1966                 | Leopold Stokowski (Dirigent) mit dem American Symphony Orchestra | Vereinigtes Königreich                    | Charles Ives: 4. Sinfonie                                                             | |                            |
| 1967                 | Erich Leinsdorf (Dirigent) mit dem Boston Symphony Orchestra | Österreich Vereinigte Staaten             | Gustav Mahler: 6. Sinfonie in a-Moll                                                  | |                            |
| 1968                 | Igor Strawinsky (Dirigent) mit dem Columbia Symphony Orchestra | Russland Frankreich Vereinigte Staaten    | Igor Strawinsky: Der Feuervogel und Petruschka                                        | |                            |
| 1969                 | Pierre Boulez (Dirigent) mit dem New Philharmonia Orchestra | Frankreich                                | Boulez Conducts Debussy (La Mer; Prélude à l'après-midi d'un faune; Jeux)             | |                            |
| 1970                 | Pierre Boulez (Dirigent) mit dem Cleveland Orchestra | Frankreich                                | Boulez Conducts Debussy, Vol. 2 "Images pour orchestre"                               | |                            |
| 1971                 | Pierre Boulez (Dirigent) mit dem Cleveland Orchestra | Frankreich                                | Strawinsky: Le Sacre du Printemps                                                     | |                            |
| 1972                 | Carlo Maria Giulini (Dirigent) mit dem Chicago Symphony Orchestra | Italien                                   | Gustav Mahler: 1. Sinfonie in D-Dur                                                   | |                            |
| 1973                 | Georg Solti (Dirigent) mit dem Chicago Symphony Orchestra | Ungarn                                    | Gustav Mahler: Sinfonie Nr. 7 in e-Moll                                               | |                            |
| 1974                 | Pierre Boulez (Dirigent) mit den New Yorker Philharmonikern | Frankreich                                | Béla Bartók: Konzert für Orchester                                                    | |                            |
| 1975                 | Georg Solti (Dirigent) mit dem Chicago Symphony Orchestra | Ungarn                                    | Hector Berlioz: Symphonie fantastique                                                 | |                            |
| 1976                 | Pierre Boulez (Dirigent) mit den Camarata Singers und den New Yorker Philharmonikern                                                                                                 | Frankreich                                | Maurice Ravel: Daphnis et Chloé                                                       | |                            |
| 1977                 | Georg Solti (Dirigent) mit dem Chicago Symphony Orchestra, Raymond Minshull (Produzent)                                                                                              | Ungarn                                    | Richard Strauss: Also Sprach Zarathustra                                              | |                            |
| 1978                 | Carlo Maria Giulini (Dirigent) mit dem Chicago Symphony Orchestra, Gunther Breest (Produzent)                                                                                        | Italien                                   | Gustav Mahler: Sinfonie Nr. 9 in D-Dur                                                | |                            |
| 1979                 | Herbert von Karajan (Dirigent) mit den Berliner Philharmonikern, Michel Glotz (Produzent),                                                                                           | Österreich                                | Ludwig van Beethoven: Sinfonien 1-9 (Gesamtaufnahme)                                  | |                            |
| 1980                 | Georg Solti (Dirigent) mit dem Chicago Symphony Orchestra, James Mallinson (Produzent)                                                                                               | Ungarn                                    | Johannes Brahms: Sinfonien (1, 2, 3 und 4)                                            | |                            |
| 1981                 | Georg Solti (Dirigent) mit dem Chicago Symphony Orchestra, Raymond Minshull (Produzent)                                                                                              | Ungarn                                    | Anton Bruckner: Sinfonie Nr. 6 in A-Dur                                               | |                            |
| 1982                 | Georg Solti (Dirigent) mit dem Chicago Symphony Orchestra und Chor, James Mallinson (Produzent)                                                                                      | Ungarn                                    | Gustav Mahler: Sinfonie Nr. 2 in c-Moll                                               | |                            |
| 1983                 | James Levine (Dirigent) mit dem Chicago Symphony Orchestra, Jay David Saks und Thomas Z. Shepard (Produzenten)                                                                       | Vereinigte Staaten                        | Gustav Mahler: Symphonie Nr. 7 in e-Moll (Lied der Nacht)                             | |                            |
| 1984                 | Georg Solti (Dirigent) mit dem Chicago Symphony Orchestra, James Mallinson (Produzent)                                                                                               | Ungarn                                    | Gustav Mahler: Sinfonie Nr. 9                                                         | |                            |
| 1985                 | Leonard Slatkin (Dirigent) mit dem Saint Louis Symphony Orchestra, Jay David Saks (Produzent)                                                                                        | Vereinigte Staaten                        | Sergei Sergejewitsch Prokofjew: Sinfonie Nr. 5                                        | |                            |
| 1986                 | Robert Shaw (Dirigent) mit dem Atlanta Symphony Orchestra, Robert Woods (Produzent)                                                                                                  | Vereinigte Staaten                        | Gabriel Fauré: Pelléas et Mélisande                                                   | |                            |
| 1987                 | Georg Solti (Dirigent) mit dem Chicago Symphony Orchestra, Michael Haas (Produzent)                                                                                                  | Ungarn                                    | Franz Liszt: Faust-Sinfonie                                                           | |                            |
| 1988                 | Georg Solti (Dirigent) mit dem Chicago Symphony Orchestra, Michael Haas (Produzent)                                                                                                  | Ungarn                                    | Ludwig van Beethoven: Sinfonie Nr. 9 in d-Moll                                        | |                            |
| 1989                 | Louis Lane und Robert Shaw (Dirigenten) mit dem Atlanta Symphony Orchestra, Robert Woods (Produzent)                                                                                 | Vereinigte Staaten und Vereinigte Staaten | Ned Rorem: String Symphony; Sunday Morning; Eagles                                    | |                            |
| 1990                 | Leonard Bernstein (Dirigent) mit dem New Yorker Philharmonikern | Vereinigte Staaten                        | Gustav Mahler: Sinfonie Nr. 3 in d-Moll                                               | |                            |
| 1991                 | Leonard Bernstein (Dirigent) mit dem Chicago Symphony Orchestra | Vereinigte Staaten                        | Dmitri Dmitrijewitsch Schostakowitsch: Sinfonie Nr. 1 und 7                           | |                            |
| 1992                 | Daniel Barenboim (Dirigent) mit dem Chicago Symphony Orchestra | Argentinien Israel                        | John Corigliano: 1. Sinfonie                                                          | |                            |
| 1993                 | Leonard Bernstein (Dirigent) mit den Berliner Philharmonikern | Vereinigte Staaten                        | Gustav Mahler: 9. Sinfonie                                                            | |                            |
| 1994                 | Pierre Boulez (Dirigent) mit dem Chicago Symphony Orchestra | Frankreich                                | Béla Bartók: Der holzgeschnitzte Prinz                                                | |                            |
| 1995                 | Pierre Boulez (Dirigent) mit dem Chicago Symphony Orchestra | Frankreich                                | Béla Bartók: Konzert für Orchester; Vier Orchesterstücke, Op. 12                      | |                            |
| 1996                 | Pierre Boulez (Dirigent) mit dem Cleveland Orchestra | Frankreich                                | Claude Debussy: La Mer                                                                | |                            |
| 1997                 | Michael Tilson Thomas (Dirigent) mit dem San Francisco Symphony | Vereinigte Staaten                        | Sergei Sergejewitsch Prokofjew: Romeo und Julia (Szenen aus dem Ballett)              | |                            |
| 1998                 | Pierre Boulez (Dirigent) mit dem Cleveland Orchestra | Frankreich                                | Hector Berlioz: Symphonie fantastique; Tristia                                        | |                            |
| 1999                 | Pierre Boulez (Dirigent) mit dem Chicago Symphony Orchestra | Frankreich                                | Gustav Mahler: 9. Sinfonie                                                            | |                            |
| 2000                 | Michael Tilson Thomas (Dirigent) mit dem Peninsula Boys Choir, dem San Francisco Girl’s Chorus und dem San Francisco Symphony Orchestra und Chor                                     | Vereinigte Staaten                        | Igor Strawinsky: Der Feuervogel; Le sacre du printemps; Perséphone                    | |                            |
| 2001                 | Sir Simon Rattle (Dirigent) mit den Berliner Philharmonikern, Stephen Johns (Produzent), Mike Clements (Toningenieur)                                                                | Vereinigtes Königreich                    | Gustav Mahler: 10. Sinfonie                                                           | |                            |
| 2002                 | Pierre Boulez (Dirigent) mit dem Chicago Symphony Orchestra, Helmut Burk und Karl-August Naegler (Produzenten), Jobst Eberhardt und Stephan Flock (Toningenieure)                    | Frankreich                                | Boulez Conducts Edgard Varèse (Amériques; Arcana; Déserts; Ionisation)                | |                            |
| 2003                 | Michael Tilson Thomas (Dirigent) mit dem San Francisco Symphony Orchestra, Andreas Neubronner (Produzent), Peter Laenger (Toningenieur)                                              | Vereinigte Staaten                        | Gustav Mahler: 6. Sinfonie                                                            | |                            |
| 2004                 | Pierre Boulez (Dirigent) mit den Wiener Philharmonikern, den Solisten Anne Sofie von Otter, Johannes Prinz, Gerald Wirth, den Wiener Sängerknaben und dem Chor des Wiener Singverein | Frankreich                                | Gustav Mahler: 3. Sinfonie                                                            | |                            |
| 2005                 | Lorin Maazel (Dirigent) mit dem Brooklyn Youth Chorus, New York Choral und den the New Yorker Philharmonikern                                                                        | Vereinigte Staaten                        | John Adams: On the Transmigration of Souls                                            | |                            |
| 2006                 | Mariss Jansons (Dirigent) mit dem Chor des Bayerischen Rundfunks und dem Symphonieorchester des Bayerischen Rundfunks                                                                | Lettland                                  | Dmitri Dmitrijewitsch Schostakowitsch: 13. Sinfonie                                   | |                            |
| 2007                 | Michael Tilson Thomas (Dirigent) mit dem San Francisco Symphony | Vereinigte Staaten                        | Gustav Mahler: 7. Sinfonie                                                            | - Bax: Tone Poems vom BBC Philharmonic unter Leitung von Vernon Handley - Glasunow: Sinfonien 4 und 7 vom Royal Scottish National Orchestra unter Leitung von José Serebrier - Mahler: Sinfonie Nr. 6 in a-Moll vom Festivalorchester Budapest unter Leitung von Iván Fischer - Prokofiev: The Complete Symphonies vom London Symphony Orchestra unter Leitung von Waleri Gergijew |                            |
| 2008                 | Leonard Slatkin (Dirigent) mit dem Nashville Symphony Orchestra | Vereinigte Staaten                        | Joan Tower: Made in America                                                           | - Beethoven: Sinfonie Nr. 9 vom Minnesota Orchestra unter Leitung von Osmo Vänskä - Schostakowitsch: The Golden Age vom Royal Scottish National Orchestra unter Leitung von José Serebrier - Strawinsky: Le Sacre Du Printemps von der Los Angeles Philharmonic unter Leitung von Esa-Pekka Salonen - Vaughan Williams: Sinfonie Nr. 5, Fantasia On A Theme By Thomas Tallis, Serenade To Music vom Atlanta Symphony Orchestra unter Leitung von Robert Spano                                                                        |                            |
| 2009                 | Bernard Haitink (Dirigent) mit dem Chicago Symphony Orchestra | Niederlande                               | Dmitri Dmitrijewitsch Schostakowitsch: 4. Sinfonie                                    | - D’Indy: Orchestral Works, Vol. 1 vom Iceland Symphony Orchestra unter Leitung von Rumon Gamba - Glasunow: Sinfonie Nr. 6, La Mer, Introduction and Dance from Salome vom Royal Scottish National Orchestra unter Leitung von José Serebrier - Prokofiev: Scythian Suite, Op. 20 vom Chicago Symphony Orchestra unter Leitung von Alan Gilbert - Chris Walden: Sinfonie Nr. 1, The Four Elements vom Hollywood Studio Symphony Orchestra unter Leitung von Chris Walden                                                             |                            |
| 2010                 | James Levine (Dirigent) mit dem Boston Symphony Orchestra | Vereinigte Staaten                        | Maurice Ravel: Daphnis et Chloe                                                       | - Berlioz: Symphonie fantastique von den Berliner Philharmonikern unter Leitung von Sir Simon Rattle - Bruckner: Sinfonie Nr. 5 vom Philharmonia Orchestra unter Leitung von Benjamin Zander - Schostakowitsch: Sinfonie Nr.1 und 15 vom Orchester des Mariinski-Theaters unter Leitung von Waleri Gergijew - Szymanowski: Sinfonie Nr. 1 und 4 vom Philharmonischen Orchester Warschau unter Leitung von Antoni Wit mit Jan Krzysztof Broja                                                                                         |                            |
| 2011                 | Giancarlo Guerrero (Dirigent) mit Terrence Wilson, Mary Kathryn van Osdale und der Nashville Symphony                                                                                | Costa Rica                                | William Dougherty: Metropolis Symphony; Deus Ex Machina                               | - Bruckner: Sinfonien Nr. 3 & 4 vom Royal Concertgebouw Orchestra unter Leitung von Mariss Jansons - Mackey, Steven: Dreamhouse vom Catch Electric Guitar Quartet; Boston Modern Orchestra Project; Synergy Vocals unter Leitung von Gil Rose - Salieri: Overtures & Stage Music vom Mannheimer Mozartorchester unter Leitung von Thomas Fey - Strawinsky: Pulcinella; Symphony in Three Movements; Four Études von Roxana Constantinescu, Kyle Ketelsen & Nicholas Phan; Chicago Symphony Orchestra unter Leitung von Pierre Boulez |                            |
| 2012                 | Gustavo Dudamel (Dirigent) mit den Los Angeles Philharmonic | Venezuela                                 | Johannes Brahms: 4. Sinfonie                                                          | - York Bowen: Sinfonie Nr. 1 und Nr. 2 vom BBC Philharmonic unter Leitung von Andrew Davis - Joseph Haydn: Sinfonien 104, 88 und 101 vom Philharmonia Baroque Orchestra unter Leitung von Nicholas McGegan - Hans Werner Henze: Sinfonien Nr. 3 - 5 vom Rundfunk-Sinfonieorchester Berlin unter Leitung von Marek Janowski - Bohuslav Martinů: Die 6 Sinfonien vom BBC Symphony Orchestra unter Leitung von Jirí Belohlávek |                            |
| 2013                 | Michael Tilson Thomas (Dirigent) mit dem San Francisco Symphony | Vereinigte Staaten                        | John Adams: Harmonielehre & Short Ride in a Fast Machine                              | - Gustav Mahler: Sinfonie Nr. 1 vom Budapesti Fesztiválzenekar unter Leitung von Iván Fischer - Music for a Time of War von der Oregon Symphony unter Leitung von Carlos Kalmar - Sergej Rachmaninow: Sinfonische Tänze vom London Symphony Orchestra unter Leitung von Waleri Gergijew - Jean Sibelius: Sinfonien Nr. 2 und Nr. 5 vom Minnesota Orchestra unter Leitung von Osmo Vänskä |                            |
| 2014                 | Osmo Vänskä (Dirigent) mit dem Minnesota Orchestra | Finnland                                  | Jean Sibelius: Sinfonien Nr. 1 & 4                                                    | - Atterberg: Orchestral Works Vol. 1 von den Göteborger Symphonikern unter Leitung von Neeme Järvi - Lutosławski: Erste Sinfonie vom Los Angeles Philharmonic unter Leitung von Esa-Pekka Salonen - Schumann: 2. Sinfonie; Ouvertüren »Manfred« und »Genoveva« vom Orchestra Mozart unter Leitung von Claudio Abbado - Strawinski: Le sacre du printemps von den Berliner Philharmonikern unter Leitung von Sir Simon Rattle |                            |
| 2015                 | David Robertson (Dirigent) mit dem St. Louis Symphony Orchestra | Vereinigte Staaten                        | John Adams: City Noir                                                                 | - Dutilleux: Sinfonie Nr. 1; Tout un monde lointain; The Shadows of Time von der Seattle Symphony unter Leitung von Ludovic Morlot (Technik: Dmitriy Lipay) - Dvořák: 8. Sinfonie / Janáček: Symphonic Suite aus Jenůfa vom Pittsburgh Symphony Orchestra unter Leitung von Manfred Honeck - Schumann: Sinfonien 1-4 von den Berliner Philharmonikern unter Leitung von Simon Rattle - Sibelius: Sinfonien Nr. 6 & 7; Tapiola vom Atlanta Symphony Orchestra unter Leitung von Robert Spano                                          |                            |
| 2016                 | Andris Nelsons (Dirigent) mit dem Boston Symphony Orchestra |                                           | Dmitri Dmitrijewitsch Schostakowitsch: Under Stalin’s Shadow - Sinfonie Nr. 10        | - Bruckner: 4. Sinfonie vom Pittsburgh Symphony Orchestra unter Leitung von Manfred Honeck - Dutilleux: Métaboles; L’Arbre des songes; Symphony no. 2 ‚Le Double‘ von der Seattle Symphony unter Leitung von Ludovic Morlot - Spirit of the American Range von der Oregon Symphony unter Leitung von Carlos Kalmar - Zhou Long und Chen Yi: Symphony "Humen 1839" vom New Zealand Symphony Orchestra unter Leitung von Darrell Ang                                                                                                   |                            |
| 2017                 | Andris Nelsons (Dirigent) mit dem Boston Symphony Orchestra | Lettland                                  | Dmitri Dmitrijewitsch Schostakowitsch: Under Stalin’s Shadow - Sinfonien Nr. 5, 8 & 9 | - Bates: Works for Orchestra von der San Francisco Symphony unter Leitung von Michael Tilson Thomas - Ibert: Orchestral Works vom Orchestre de la Suisse Romande unter Leitung von Neeme Järvi - Prokofjew: Sinfonie Nr. 5 B-Dur op. 100 vom Royal Concertgebouw Orchestra unter Leitung von Mariss Jansons - Rouse: Odna Zhizn; Symphonies 3 & 4; Prospero’s Rooms von den New Yorker Philharmonikern unter Leitung von Alan Gilbert                                                                                                |                            |
| 2018                 | Manfred Honeck (Dirigent) mit dem Pittsburgh Symphony Orchestra | Österreich                                | Dmitri Dmitrijewitsch Schostakowitsch: Sinfonie Nr. 5; Samuel Barber: Adagio          | - Concertos for Orchestra vom Cincinnati Symphony Orchestra unter Leitung von Louis Langrée - Copland: 3. Sinfonie; Three Latin American Sketches vom Detroit Symphony Orchestra unter Leitung von Leonard Slatkin - Debussy: Images; Jeux & La plus que lente von der San Francisco Symphony unter Leitung von Michael Tilson Thomas - Mahler: 5. Sinfonie vom Minnesota Orchestra unter Leitung von Osmo Vänskä |                            |
| 2019                 | Andris Nelsons (Dirigent) mit dem Boston Symphony Orchestra | Lettland                                  | Dmitri Dmitrijewitsch Schostakowitsch: Sinfonien Nr. 4 & 11                           | - Beethoven: 3. Sinfonie; Strauss: Hornkonzert Nr. 1 vom Pittsburgh Symphony Orchestra unter Leitung von Manfred Honeck - Carl Nielsen: 3. Sinfonie & 4. Sinfonie von der Seattle Symphony unter Leitung von Thomas Dausgaard - Ruggles, Stucky & Harbison: Orchestral Works vom National Orchestral Institute Philharmonic unter Leitung von David Alan Miller - Schumann: Sinfonien Nr. 1 – 4 von der San Francisco Symphony unter Leitung von Michael Tilson Thomas                                                               |                            |
| 2020                 | Gustavo Dudamel (Dirigent) mit dem Los Angeles Philharmonic | Venezuela                                 | Andrew Norman: Sustain                                                                | - Bruckner: 9. Sinfonie dirigiert von Manfred Honeck mit dem Pittsburgh Symphony Orchestra - Copland: Billy the Kid; Grohg dirigiert von Leonard Slatkin mit dem Detroit Symphony Orchestra - Transatlantic dirigiert von Louis Langrée mit dem Cincinnati Symphony Orchestra - Weinberg: Sinfonien Nr. 2 & 21 dirigiert von Mirga Gražinytė-Tyla mit dem City of Birmingham Symphony Orchestra und der Kremerata Baltica |                            |
| 2021                 | Gustavo Dudamel (Dirigent) mit der Los Angeles Symphonic | Venezuela                                 | Charles Ives: Complete Symphonies                                                     | - Aspects of America – Pulitzer Edition von der Oregon Symphony unter Leitung von Carlos Kalmar - Concurrence vom Iceland Symphony Orchestra unter Leitung von Daníel Bjarnason - Copland: Symphony No. 3 von der San Francisco Symphony unter Leitung von Michael Tilson Thomas - Lutosławski: Symphonies Nos. 2 & 3 vom Finnish Radio Symphony Orchestra unter Leitung von Hannu Lintu |                            |
| 2022 3. April 2022   | Yannick Nézet-Séguin (Dirigent) mit dem Philadelphia Orchestra | Kanada                                    | Price: Symphonies Nos. 1 & 3                                                          | - Adams: My Father Knew Charles Ives; Harmonielehre vom Nashville Symphony Orchestra unter Leitung von Giancarlo Guerrero - Beethoven: Symphony No. 9 vom Mendelssohn Choir of Pittsburgh und dem Pittsburgh Symphony Orchestra unter Leitung von Manfred Honeck - Muhly: Throughline von der San Francisco Symphony unter Leitung von Nico Muhly - Strauss: Also sprach Zarathustra; Scriabin: The Poem of Ecstasy vom Seattle Symphony Orchestra unter Leitung von Thomas Dausgaard                                                | Yannick Nézet-Séguin, 2010 |
| 2023 5. Februar 2023 | Michael Repper (Dirigent) mit dem New York Youth Symphony | Vereinigte Staaten                        | Works by Florence Price, Jessie Montgomery, Valerie Coleman                           | - Adams: Sila – The Breath of the World von Musikern des University of Michigan Department of Chamber Music und dem University of Michigan Percussion Ensemble unter Leitung von Doug Perkins - Dvořák: Symphonies Nos. 7–9 vom Los Angeles Philharmonic unter Leitung von Gustavo Dudamel - Eastman: Stay on It von Wild Up unter Leitung von Christopher Rountree - John Williams – The Berlin Concert von den Berliner Philharmonikern unter Leitung von John Williams                                                            |                            |
| 2024 4. Februar 2024 | Gustavo Dudamel (Dirigent) mit dem Los Angeles Philharmonic | Venezuela                                 | Adès: Dante                                                                           | - Bartók: Concerto for Orchestra; Four Pieces vom Netherlands Radio Philharmonic Orchestra unter Leitung von Karina Canellakis - Price: Symphony No. 4; Dawson: Negro Folk Symphony vom Philadelphia Orchestra unter Leitung von Yannick Nézet-Séguin - Scriabin: Symphony No. 2; The Poem of Ecstasy vom Buffalo Philharmonic Orchestra unter Leitung von JoAnn Falletta - Stravinski: The Rite of Spring von der San Francisco Symphony unter Leitung von Esa-Pekka Salonen                                                        | Gustavo Dudamel 2011       |
| 2025 2. Februar 2025 | Gustavo Dudamel (Dirigent) mit dem Los Angeles Philharmonic | Venezuela                                 | Ortiz: Revolución diamantina                                                          | - Adams: City Noir, Fearful Symmetries & Lola Montez Does the Spider Dance vom ORF Radio-Symphonieorchester Wien unter Leitung von Marin Alsop - Kodály: Háry János Suite; Summer Evening & Symphony in C Major vom Buffalo Philharmonic Orchestra unter Leitung von JoAnn Falletta - Sibelius: Karelia Suite, Rakastava & Lemminkäinen vom Helsinki Philharmonic Orchestra unter Leitung von Susanna Mälkki - Stravinsky: The Firebird von der San Francisco Symphony unter Leitung von Esa-Pekka Salonen                           | Gustavo Dudamel 2011       |